# Jewels
Jewels es un álbumde 1968 del cantante Waylon Jennings bajo el sello discográfico RCA Victor. El álbum incluye una versión de la famosa canción del cantante country Johnny Cash, titulada «Folsom Prison Blues» del controvertido álbum At Folsom Prison de 1968.

## Canciones
1. New York City, RFD 
(Larry Collins y Alice Joy)
2. Today I Started Loving You Again 
(Merle Haggard y Bonnie Owens)
3. Folsom Prison Blues 
(Johnny Cash)
4. If You Were Mine to Lose 
(Mickey Jaco)
5. See You Around (On Your Way Down) 
(Harlan Howard)
6. Six Strings Away 
(Jennings)
7. Yours Love 
(Harlan Howard)
8. How Much Rain Can One Man Stand 
(Dallas Frazier)
9. Mental Revenge 
(Mel Tillis)
10. I'm Doing This for You 
(Hank Cochran)
11. You Love the Ground I Walk On 
(Harlan Howard y Don McHan)
12. My Ramona 
(Haggard)